# Vasa nation
Vasa nation (förkortat VN) vid Helsingfors universitet är en svenskspråkig studentnation för studerande i Helsingforsregionen med anknytning till Österbotten. Förutom studenter från Helsingfors universitet har nationen även medlemmar som studerar vid andra universitet och högskolor, däribland Svenska handelshögskolan, Aalto-universitetet och Arcada. 
Nationen har sina lokaler i huset Ostrobotnia på Tölögatan 3 i Helsingfors, nära riksdagshuset och nationalmuseet. Nationen erbjuder idag sina medlemmar förutom ett mångsidigt programutbud även förmåner som till exempel studentlunch, bostäder och stipendier.

## Historia
Nationens historia börjar egentligen redan år 1643 då nationsväsendet i Finland tog form och den första inspektorn utnämndes för att övervaka de österbottniska studenterna. Språkliga orsaker ledde till att den historiska Österbottniska nationen år 1907 på territoriell grund först delades upp i Pohjois-Pohjalainen Osakunta (PPO) och den Sydösterbottniska avdelningen. Denna delning var bara ett mellansteg för 1908 delades den Sydösterbottniska avdelningen sedan på språklig grund i finskspråkiga Etelä-Pohjalainen Osakunta (EPO) och svenskspråkiga Vasa avdelning. I början av 1900-talet kallades nationerna i Finland ännu på svenska för avdelningar, men benämningen ändrades så småningom och 1924 erhöll Vasa nation sitt nuvarande namn. 
Nationens vapen består av en svart vase på guldbotten omgiven av en lagerkrans. Nationens färger är rött, guld och svart i nämnd ordningsföljd. Nationens årsdag är Anders Chydenius födelsedag den 26 februari, och årsfesten firas på denna dag eller under den sista veckan i februari.

## Förtjänsttecken
Nationens förtjänsttecken kan tilldelas nationsmedlemmar och utanför nationen stående personer som genom sin verksamhet gjort sig förtjänta av det. Tecknet finns både i guld och i silver. Förtjänsttecknet i guld tilldelas varje hedersmedlem, andra personer kan inte erhålla tecknet. 
Vasa nations aktivitetsmärke tilldelas en "nationsmedlem som visat aktivitet och nit inom nationens verksamhet", årligen kan högst fem märken utdelas.

## Vännationer
Förutom med sina syskonnationer EPO och PPO så har Vasa nation idag aktiva kontakter med sina vännationer Norrlands nation (Uppsala), Kalmar nation (Lund), Österbottniska nationen (Åbo) och Eesti Üliõpilaste Selts (Tartu).

## Inspektorer
| Sydösterbottniska avdelningens inspektor |
| |
| Otto Ingemar Engström 1907 |
| Vasa nations inspektorer |
| |
| Otto Ingemar Engström 1908–19 \| Walter Ekström 1919–1920 \| Robert Ehrström 1920–1941 \| Herman Gummerus 1941–1947\| Lennart Simons 1948 \| Karl Bruhn t.f. 1949–50 \| Lennart Simons 1951–1953 \| Olav Ahlbäck 1953–1960 \| Lennart Simons 1960–1969 \| Lars Huldén 1969–1979 \| Carl-Eric Thors t.f. ht 1979 \| Lars Huldén 1980–1981 \| Carl-Eric Thors 1981–1985 \| Folke Stenman 1985–1997 \| Matti Klockars 1998–2005 \| Mikael Knip 2006–2015 \| Ilse Julkunen 2015–2023 \| Fritjof Sahlström 2024– |